# 大阪府立狹山池博物館
大阪府立狹山池博物館（日语：大阪府立狭山池博物館）是一座位於日本大阪府大阪狹山市池尻中二丁目的博物館，同時作為大阪中南部地區的重要文化設施，以提供舉辦各種講座、展覽及活動的場所使用，博物館現由大阪府經營管理。

## 概要
1988年，因應作為西除川和東除川流域的防洪措施，大阪狹山市因而將原本已存在的蓄水池狹山池改建成具有洪水調節功能的治水水壩。然而隨著防洪壩的工程，其施工現場陸續發現大量的出土文物，在1990年，當地政府便擬定將建造採納用於保存歷史性大壩的文化設施，狹山池被選為歷史水壩保護計畫的重點對象。博物館隨後於1994年6月至1997年3月期間進行設計。1997年7月至2001年3月期間進行施工階段。
該博物館於2001年3月28日開館，以鄰近具有約1,400年歷史，日本最古老的堤式人工水池狹山池而聞名，此外，博物館內設有特色展設品，如巨大的堤防橫截面全面展示。展覽設計由乃村工藝社乃村工藝社負責。在永久展覽室中，博物館將「水」和「大地」的關係依照時間順序分成七個區域，並將重點展示於狹山池的沿革和出土文物等介紹，以便易於遊客得以理解狹山池及周圍地區的歷史與變遷。此外，該博物館還收集和公開了有關東亞地區對於土地開發的資訊。
博物館的設計師由安藤忠雄擔任。在安藤的設計下，整個建築呈現著一個巨大的清水混凝土結構，園區入口到建築入口處設有一個水庭院，牆面則設有人工瀑布以形成了水景空間。建築內部收納展示了巨大的堤防橫截面和取水塔，並採用使用吹拂通風的設計。
2009年4月 ，博物館由大阪府、大阪狹山市、以及狹山池祭執行委員會三方協力經營。 並在同年6月30日將大阪狹山市立圖書館北側的大阪狹山市立郷土資料館遷移到本館二樓。

## 建築設計
- 設計：安藤忠雄建築研究所
- 建造：藤木工務店・井上工業共同企業體
- 建築主：大阪府建築都市部公共建築室
- 構造形式：鋼骨鋼筋混凝土造
- 佔地面積：15,412平方公尺
- 建築面積：3,773.57平方公尺
- 樓地板面積：4,948.47平方公尺
- 樓層：地上2樓（部分3樓）
- 高度：最高24.31公尺

### 設施
常設展示室
- 第1展示廳：「歡迎來到狹山池 - 移築展示高約15公尺，寬約60米的堤防斷面。
- 第2展示廳：「狹山池的誕生」 - 展示飛鳥時代的下層東樋（重要文化財）和江戶時代的上層東樋（重要文化財）。
- 第3展示廳：「古代的土地開發和狹山池」 - 展示奈良時代的下層東樋（重要文化財）。
- 第4展示廳：「中世的土地開發和狹山池」 - 展示重源狭山池改修碑（重要文化財）。 [4][5]
- 第5展示廳：「近世的土地開發和狹山池」 - 移築展示江戶時代的中樋（重要文化財）和木製枠工（補強堤防基礎的木結構），以及展示西樋的取水部材（重要文化財）。
- 第6展示廳：「明治、大正及昭和的改修」 - 移築展示取水塔。
- 第7展示廳：「平成的改修」 - 解說目前狹山池的洪水調節功能和角色。
- 第8展示廳：「土木事業介紹」 - 解說目前的水壩建設等設施。

特別展示室
- 大阪狭山市立郷土資料館
- 狹山歷史咖啡館

## 圖片

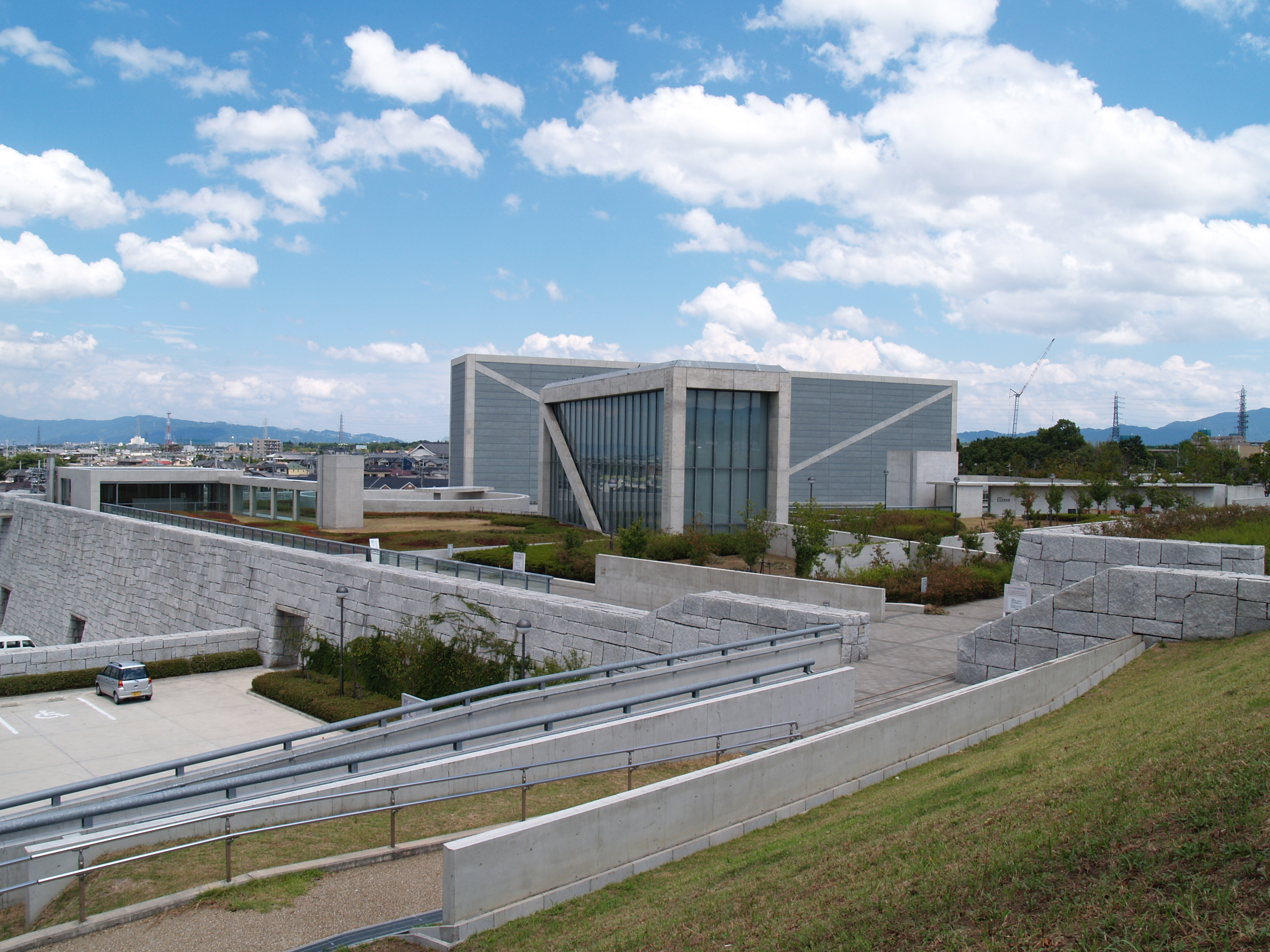
建築物的全景
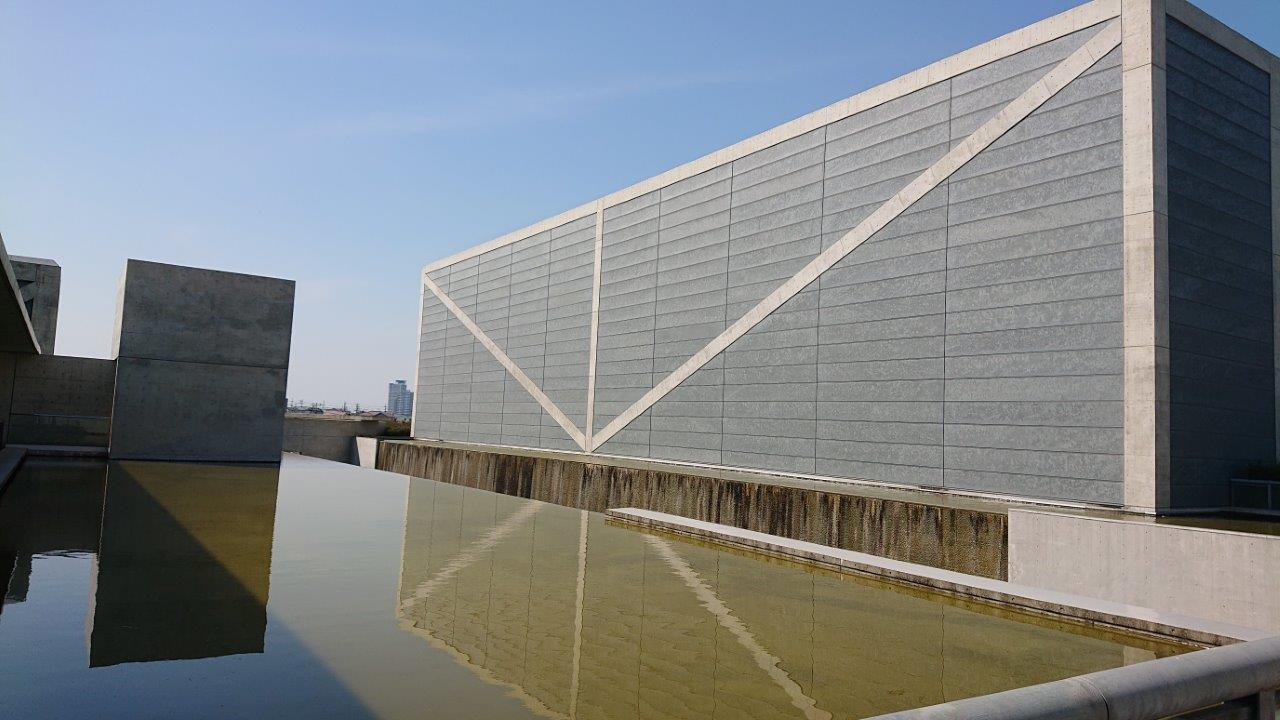
水庭
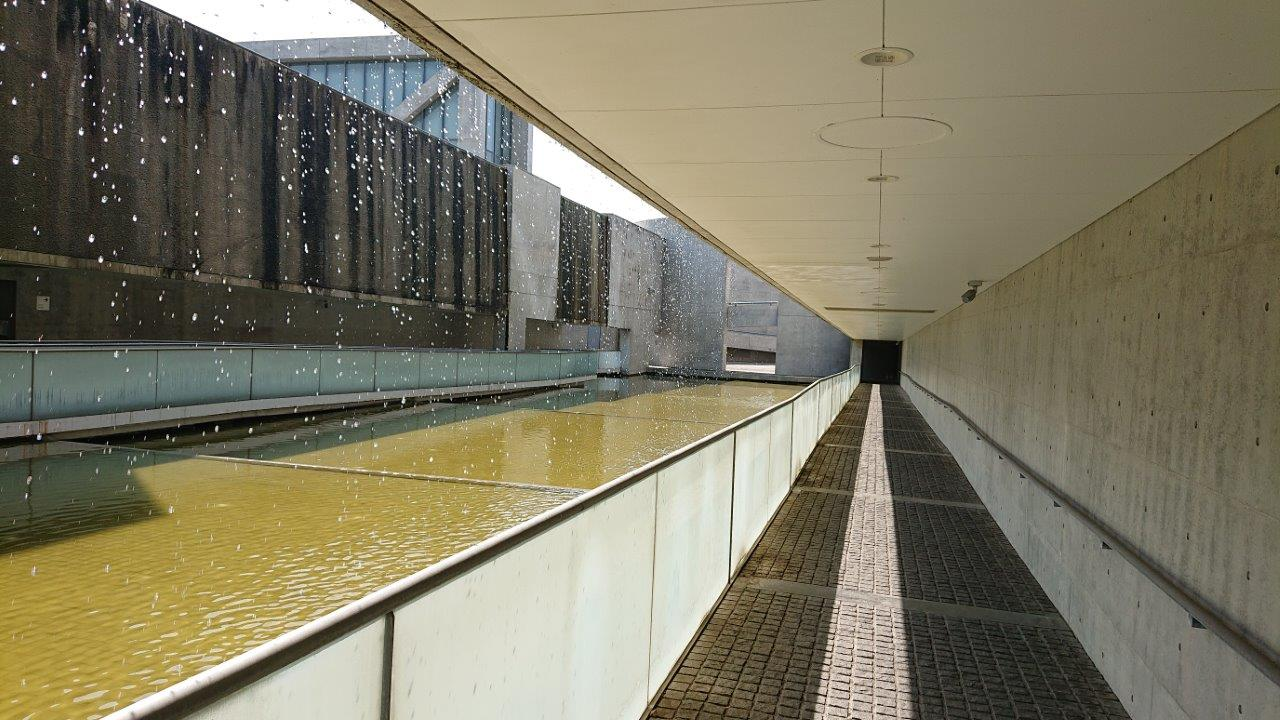
牆壁瀑布和走道
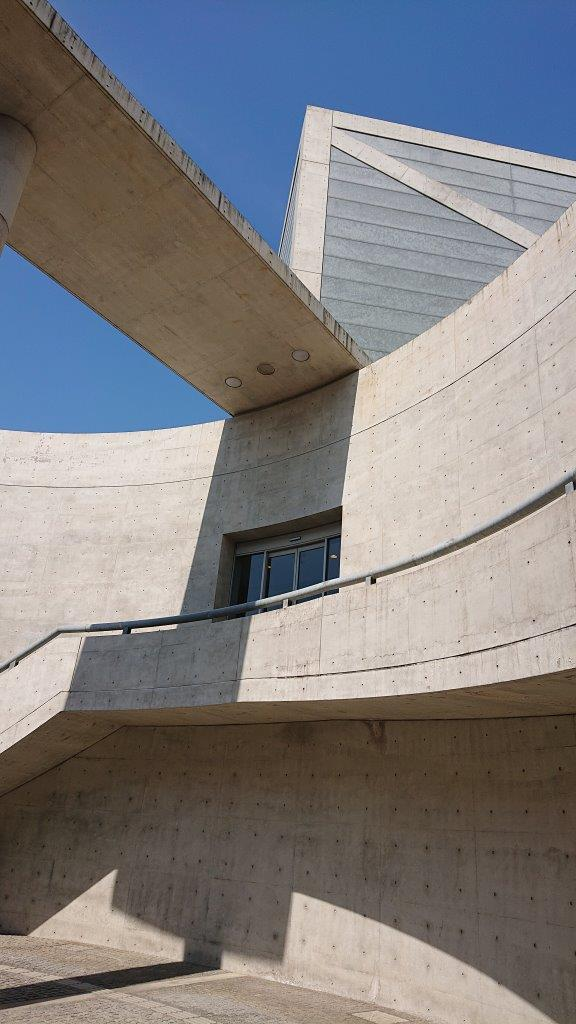
建築物入口
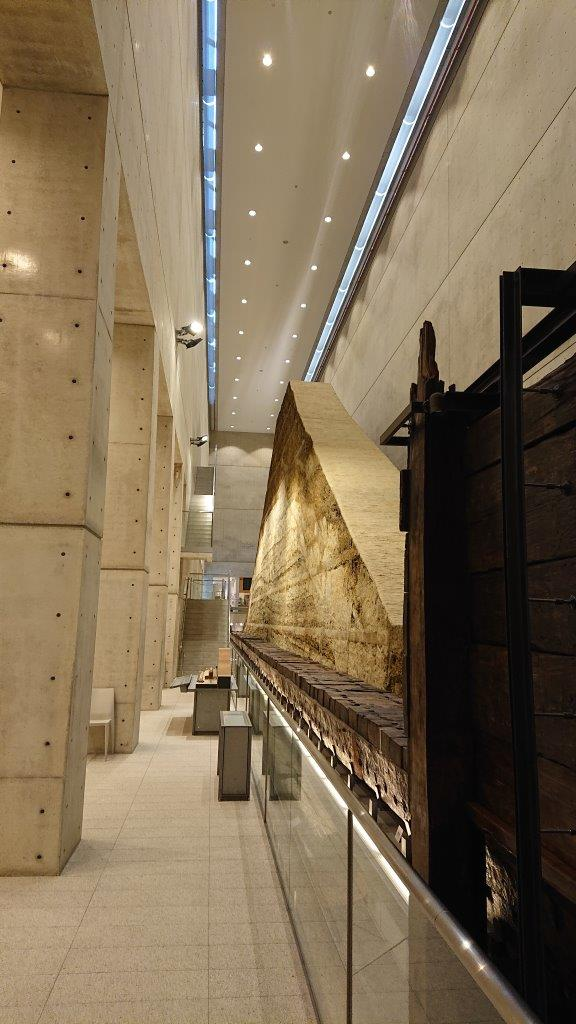
館內（堤體展示附近）
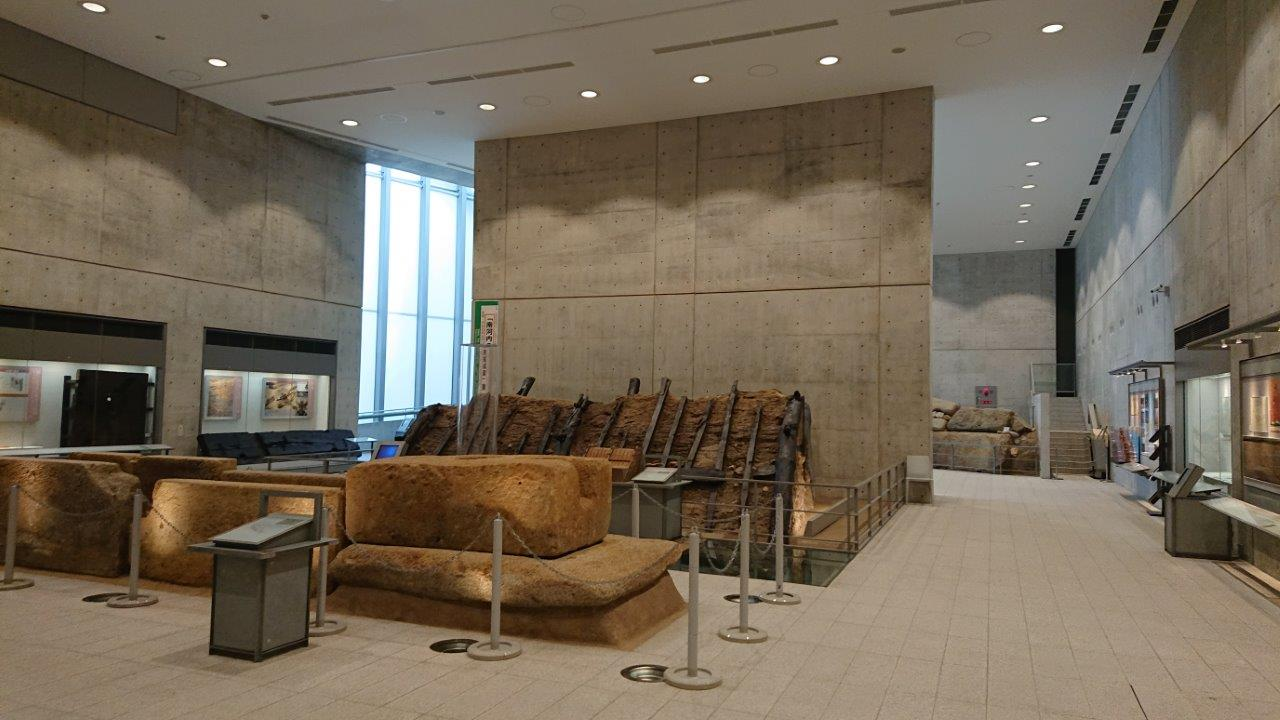
館內(木製枠工附近)
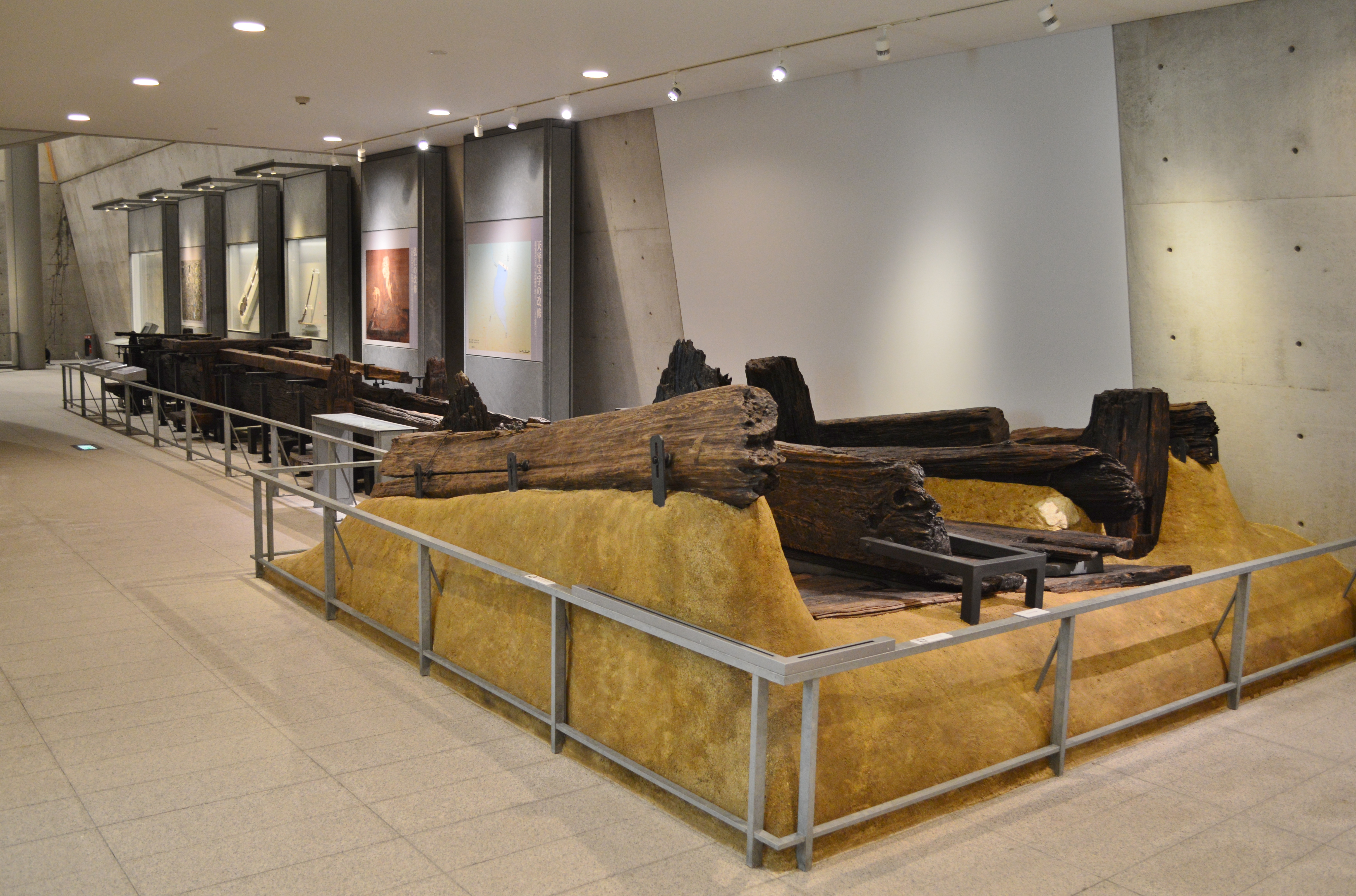
下層東溝取水口（奈良時代補充資料）
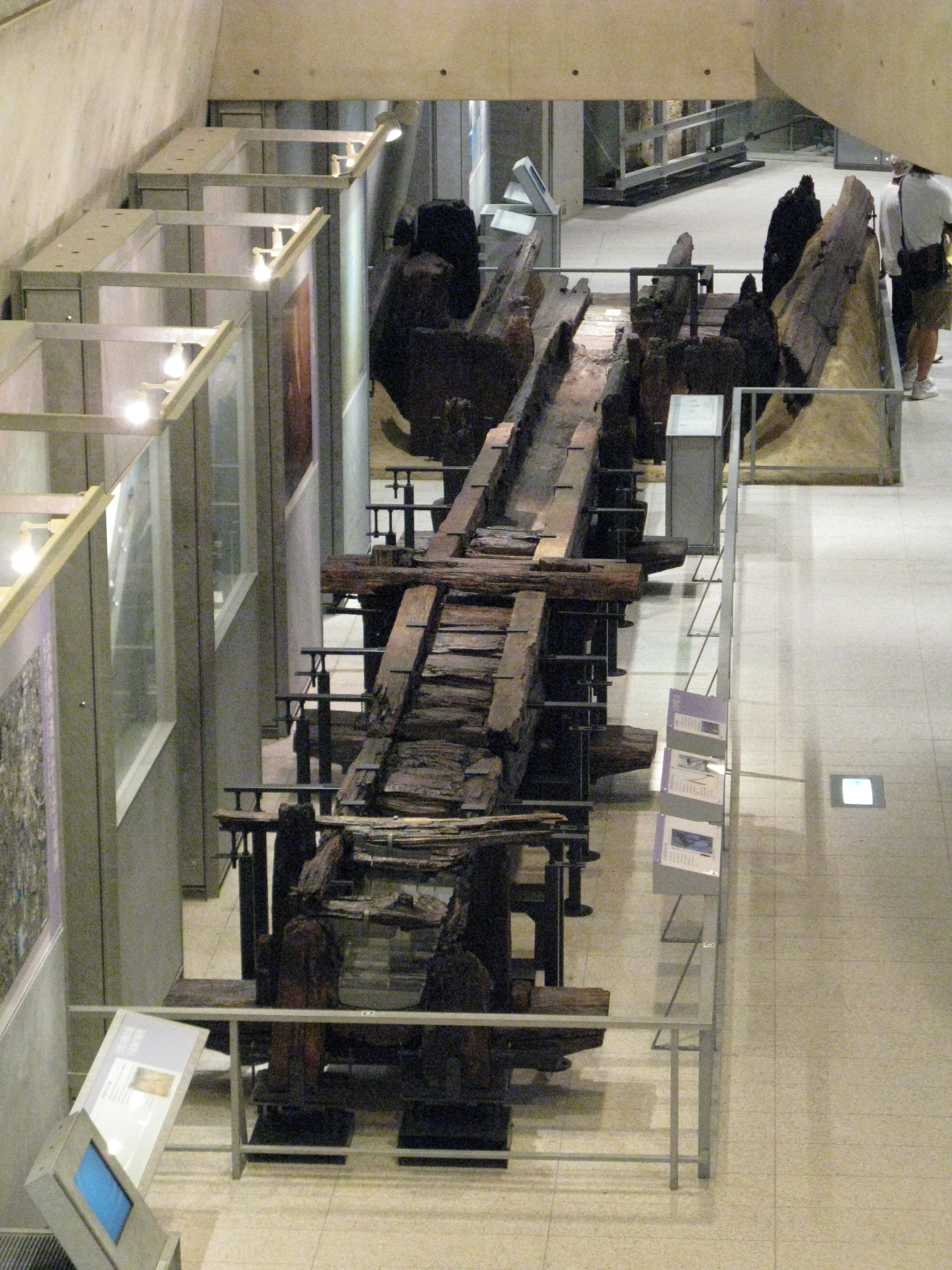
下層東排水溝取水口（奈良時代增補，俯視）
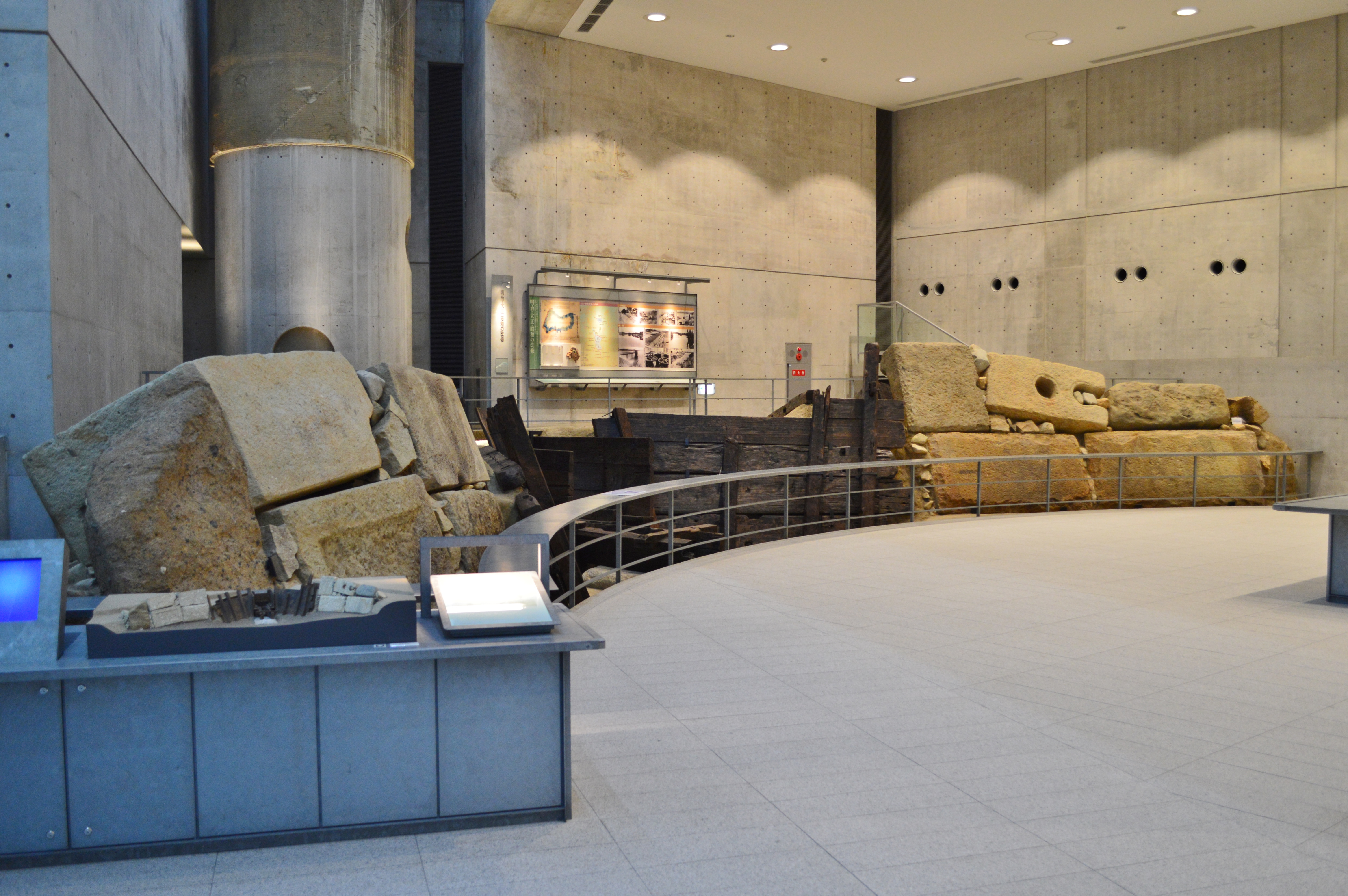
中排水溝取水口（江戶時代）
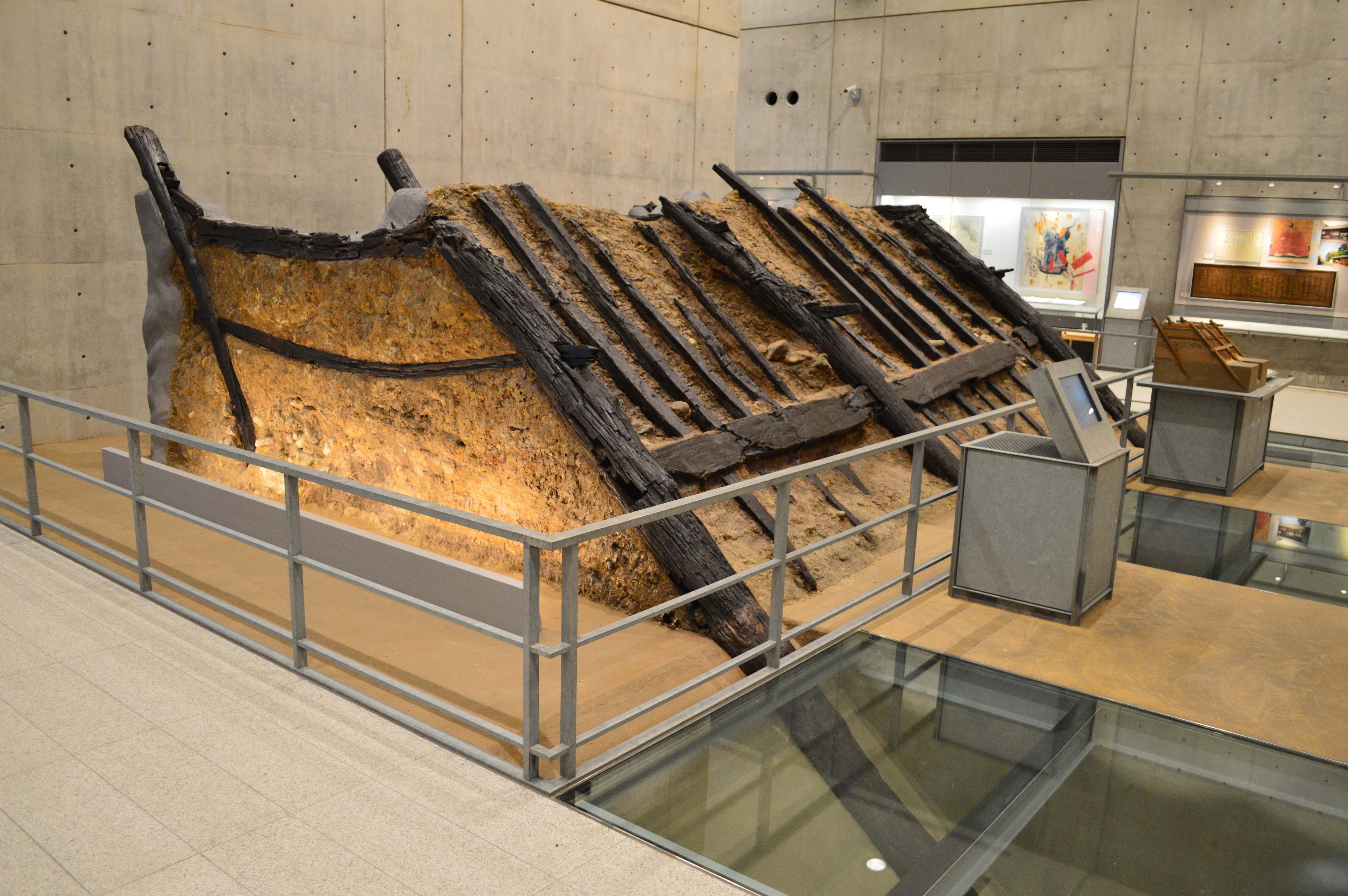
木構架（江戶時代）
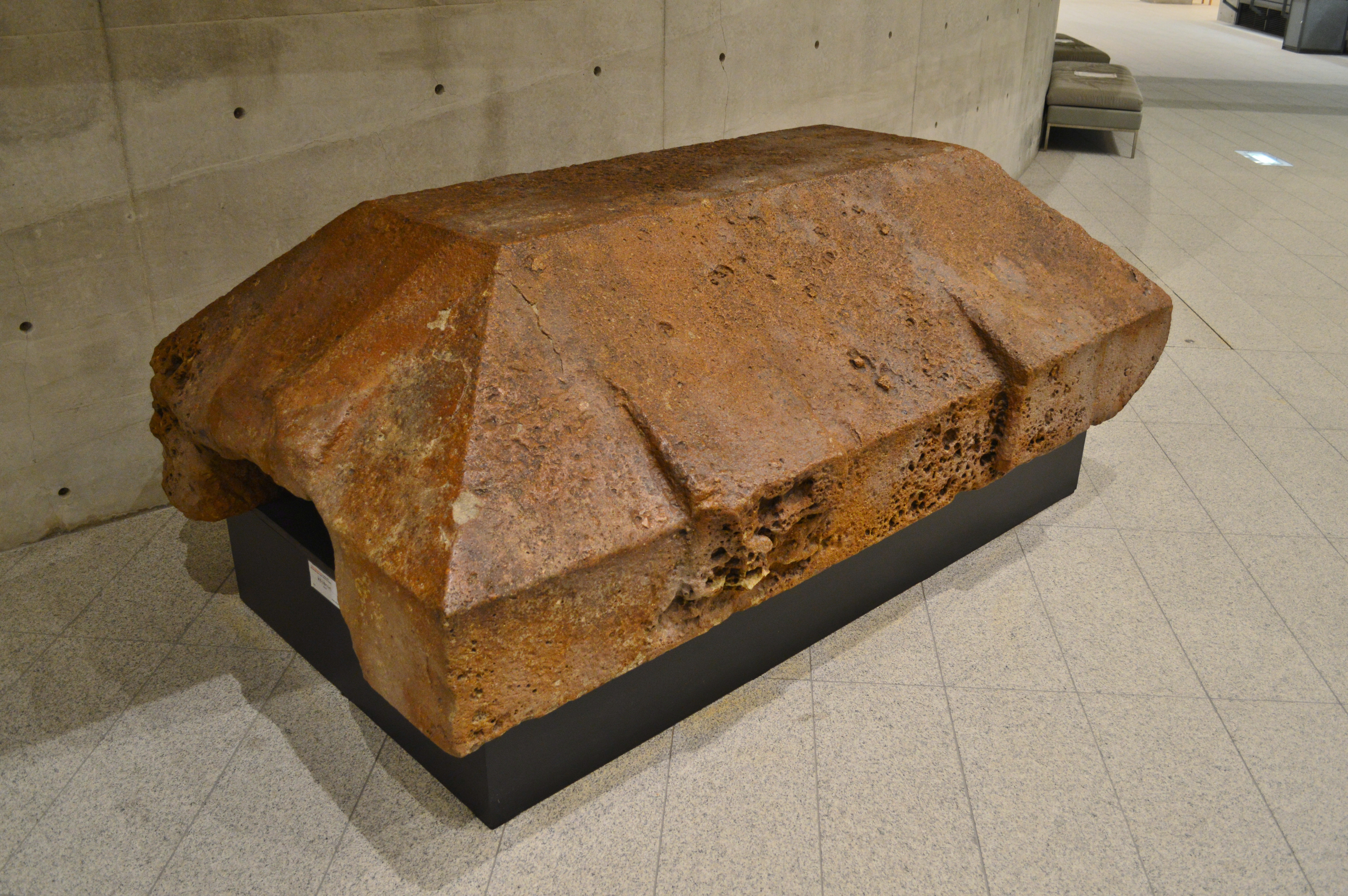
屋形石棺蓋（大阪府狹山市指定文化財產）

## 外部連結
- 大阪府立狹山池博物館官方網站 （页面存档备份，存于）
  - 大阪府立狹山池立鄉土資料館 （页面存档备份，存于）
  - 建築物外觀記録 （页面存档备份，存于）
- 大阪府立狹山池博物館 （页面存档备份，存于） - 大阪INFO(大阪觀光網站)
- 大阪府立狹山池博物館的X（前Twitter）
- 大阪府立狹山池博物館的Instagram帳戶
- 狭山池博物館 （页面存档备份，存于）